# Тениска сезона Новака Ђоковића у 2014. години
Ђоковић је започео сезону на егзибиционом турниру у Абу Дабију, где је трећи пут заредом освојио титулу. У полуфиналу је победио Жоа-Вилфрида Цонгу, а у финалу Давида Ферера. У Абу Дабију је Ђоковићев штаб по први пут предводио његов нови главни тренер, немачки тенисер Борис Бекер. Пре првог гренд слем турнира у сезони одиграо је још један егзибициони меч, против Хуана Монака у оквиру турнира „Којонг класик“
На Отворено првенство Аустралије Ђоковић је дошао као троструки бранилац титуле. Прошао је прва четири кола без изгубљеног сета, против Лукаша Лацка, Леонарада Мајера, Дениса Истомина и Фабија Фањинија. У четвртфиналу је каснији победник турнира, Станислас Вавринка, савладао Ђоковића у пет сетова (2:6, 6:4, 6:2, 3:6, 9:7) и тако му се реванширао за прошлогодишњи пораз у четвртом колу истог турнира. Ђоковићев низ од 14 узастопних гренд слем полуфинала (почев од Вимблдона 2010) је овиме прекинут. Такође, први пут после три године није био актуелни шампион ниједног гренд слем турнира.
Ђоковић је одлучио да не игра за Дејвис куп репрезентацију у окршају првог кола против Швајцарске. Крајем фебруара бранио је титулу у Дубаију. У четвртфиналу му се пре меча предао Михаил Јужњи. У полуфиналу је Ђоковић имао прилику да по први пут у каријери изједначи резултат у међусобним мечевима против Роџера Федерера, али је Швајцарац преокренуо резултат и уписао 17. победу.
Поводом светског дана тениса, 3. марта 2014. Ђоковић је одиграо егзибициони меч са Ендијем Маријем у Медисон сквер гардену у Њујорку.
Први пут од 2006. године Ђоковић је дошао на Мастерс у Индијан Велсу без освојеног турнира од почетка сезоне. Прва три меча одиграо је са осцилацијама, нарочито осмину финала против Марина Чилићa, у којем је изгубио први сет са 6:1. Четвртфинале је обележила сигурнија игра и победа над Жилијеном Бенетоом. У полуфиналу Ђоковић је против Џона Изнера спасао три везане сет лопте у првом сету, а у другом је два пута сервирао за победу. Ипак, није успео да тада приведе меч крају, већ је био принуђен да одигра и трећи сет. Ђоковић је освојио турнир победом над Федерером у врло изједначеном финалу, које је завршено резултатом 3:6, 6:3, 7:6(3).
На Мастерсу у Мајамију Ђоковић је у четвртфиналу победио Ендија Марија са 7:5, 6:3. У полуфиналу је требало да се састане са Кејом Нишикоријем, али је Јапанац предао меч пре почетка, те је српски тенисер директно прошао у финале, баш као и његов противник Рафаел Надал, коме се без борбе предао Томаш Бердих. У првом сусрету двојице великих ривала у 2014. години победу је одличном игром однео Новак Ђоковић (6:3, 6:3), и тако постао други тенисер који је два пута у истој години освојио Мастерсе у Индијан Велсу и Мајамију
Пролећну сезону шљаке Ђоковић је започео на Мастерсу у Монте Карлу где је бранио титулу. Прва два кола прошао је са по једним изгубљеним гемом, против Шпанаца Монтањеса и Карења Бусте. У четвртфиналу је Гиљермо Гарсија-Лопез задао доста проблема српском тенисеру, али је савладан са 1:2 у сетовима. У полуфиналу се Ђоковић сусрео са Роџером Федерером и претрпео други пораз од Швајцарца у овој сезони (5:7, 2:6). Ђоковић је на конференцији за штампу изјавио да је имао проблема са повредом зглоба десне руке и да зато није могао да пружи своју најбољу игру. Наредне недеље је отказао учешће на Мастерсу у Мадриду, јер је проценио да се зглоб није довољно зацелио После три недеље, вратио се на терен на Мастерсу у Риму. Ђоковић је успео да освоји своју трећу титулу у Вечном граду, победивши Давида Ферера у четвртфиналу, Милоша Раонића у полуфиналу и Рафаела Надала у финалу, сву тројицу резултатом 2:1. То је била Ђоковићева четврта победа против Надала на најспоријој подлози.
Ђоковић је на другом гренд слему у сезони, Ролан Гаросу, био постављен за другог носиоца. Прва два кола је прошао без изгубљеног сета. У трећем колу Ђоковићу је доста проблема задао Хрват Марин Чилић, али је Србин успео да заврши меч у четири сета. Осмина финала донела је Ђоковићу репризу епског четвртфинала из 2012, када је спасао четири меч-лопте против домаћег тенисера Жоа-Вилфрида Цонге. Овог пута је много лакше победио Француза, 6:1, 6:4, 6:1. У четвртфиналу Ђоковић је успео да обузда снажан сервис Милоша Раонића и да победи у три сета. Полуфинале је Ђоковићу донело борбу против највећег изненађења турнира, Летонца Ернестса Гулбиса, који је претходно избацио Роџера Федерера и Томаша Бердиха. Српски тенисер је победио резултатом 6:3, 6:3, 3:6, 6:3. По други пут је имао прилику да освоји једини гренд слем који му недостаје, али га је у томе поново спречио највећи ривал, Рафаел Надал, освојивши девету титулу у Паризу резултатом 3:6, 7:5, 6:2, 6:4. Био је то трећи узастопни пораз Ђоковића у гренд слем финалима.
Захваљујући успеху на травнатој подлози претходне године, Ђоковић је на Вимблдону био постављен за првог носиоца, упркос другој позицији на АТП листи. У другом колу Ђоковићу је успео да узме сет ветеран Радек Штјепанек. У наредне две фазе турнира, Ђоковић је победио два Француза резултатом 3:0 — Жила Симона и Жоа-Вилфрида Цонгу. Четвртфинале и полуфинале Ђоковић је прошао уз многобројне осцилације. Прво је у пет сетова победио Марина Чилића, са којим се састао на другом узастопном гренд слем турниру. Потом је у четири сета савладао звезду у успону, младог Бугарина Григора Димитрова, који је претходно избацио браниоца титуле Ендија Марија. У финалу се Ђоковић по 35. пут у каријери и тек други пут у мечу за титулу на гренд слему састао са Роџером Федерером. Србин и Швајцарац одиграли су један од најбољих мечева у 21. веку, а Ђоковић је успео да спречи Федерера да постане најтрофејнији играч у историји Вимблдона, победивши са 6:7(7), 6:4, 7:6(4), 5:7, 6:4. Ова победа је донела Ђоковићу седму гренд слем титулу, после три узастопно изгубљена финала, као и прво место на АТП листи, први пут од октобра претходне године. Други пут је постао шампион најстаријег и најпрестижнијег тениског турнира на свету и први пут победио Федерера на трави и у гренд слем финалу.
Ђоковић се након месец дана вратио на терен на Северноамеричкој серији турнира. На Мастерсу у Торонту је неочекивано лако изгубио од Жоа-Вилфрида Цонге, каснијег победника турнира, у трећем колу (2:6, 2:6). Такмичио се и у конкуренцији парова, заједно са Станисласом Вавринком, али су испали у другом колу од Данијела Нестора и Ненада Зимоњића. Да се не налази у задовољавајућој форми, Ђоковић је потврдио раним испадањем и са Мастерса у Синсинатију, где га је у трећем колу поразио Томи Робредо.
Следећи турнир на ком је Ђоковић наступио био је четврти гренд слем сезоне, Отворено првенство САД. Прва четири кола прошао је убедљивим резултатима, без изгубљеног сета. У четвртфиналу се састао са Ендијем Маријем. После неизвесна прва два сета, која су играчи поделили у тај-брејковима, свежији Ђоковић је брзо привео сусрет крају. На тај начин је достигао осмо узастопно полуфинале на Отвореном првенству САД. Ђоковићев противник, Кеј Нишикори, претходна два кола, против Милоша Раонића и Станисласа Вавринке, одиграо је у пет сетова. Упркос томе, Јапанац је смогао снаге да се домогне свог првог гренд слем финала, искористивши несигурну игру Србина. Како је у другом полуфиналу каснији освајач турнира Марин Чилић победио Роџера Федерера, ово је било прво финале гренд слема после скоро десет година (још од Отвореног првенства Аустралије 2005) у којем нису играли ни Федерер, ни Ђоковић, ни Рафаел Надал.
Потом је Ђоковић наступио у Пекингу, где је бранио титулу освојену у претходне две године (2012. и 2013). У четвртфиналу се састао са Бугарином Григором Димитровим, којег је савладао у два сета (6:2, 6:4), затим у полуфиналу са Ендијем Маријем, којег је победио трећи пут заредом (6:3, 6:4). Ђоковић је у финалу против Томаша Бердиха имао прилику да забележи победу без изгубљеног гема, али је није искористио, те је крајњи резултат гласио 6:0, 6:2. Ђоковић је остао непоражен у кинеској престоници.
Ђоковићев низ од 28 победа у Кини прекинуо је Роџер Федерер у полуфиналу Мастерса у Шангају. Он је браниоца титуле савладао резултатом 6:4, 6:4 и тако га по трећи пут ове сезоне спречио да се изједначи са њим у међусобним дуелима. Ђоковић је пре овог меча други пут у сезони савладао Давида Ферера, у четвртфиналу.
Ђоковић је освојио последњи Мастерс турнир у сезони, Париз, без изгубљеног сета. Редом је победио Филипа Колшрајбера, Гаела Монфиса, Ендија Марија, Кеја Нишикорија и Милоша Раонића. Тиме је постао први тенисер који је одбранио титулу у „Берсију“, као и трећи који је освојио 20 титула на турнирима из Серије 1000.
Ђоковић се осми пут заредом квалификовао на Завршни турнир сезоне. Распоређен је у групу са Марином Чилићем, Станисласом Вавринком и Томашем Бердихом. Српски тенисер поставио је нови рекорд по броју изгубљених гемова у групи — само девет (два против Чилића, три против Вавринке и четири против Бердиха). Прошавши у полуфинале без пораза, Ђоковић је обезбедио прво место на АТП листи на крају године. У полуфиналу је Јапанац Кеј Нишикори успео да му узме други сет, након чега је трећи изгубио са 0:6. Ђоковић је освојио трећи узастопни завршни турнир након што је Роџер Федерер предао финале пре почетка меча, наводећи као разлог повреду леђа
И ову сезону Ђоковић је завршио са освојеним једним гренд слем турниром (Вимблдоном). Такође, успео је да одбрани титулу на Завршном првенству АТП-а, као и да освоји четири Мастерс турнира: Индијан Велс, Мајами, Рим и Париз. Комплет од седам титула у 2014. години употпунио је АТП 500 турнир у Пекингу. Ђоковић је по трећи пут у четири године завршио сезону на челу АТП листе.